# The Video Collection
The Video Collection es una compilación de diez videos musicales y de los making-of de la cantautora estadounidense Anastacia, lanzado el 2 de diciembre de 2002.

## DVD
- Videos musicales:

1. "I'm Outta Love"
2. "Not That Kind"
3. "Cowboys & Kisses"
4. "Made for Lovin' You"
5. "Paid My Dues"
6. "One Day in Your Life" (U.S. version)
7. "One Day In Your Life" (International version)
8. "Boom"
9. "Why'd You Lie to Me"
10. "You'll Never Be Alone"

- Making-of:

1. "One day in your life" video
2. "Boom" Video
3. "Why'd You Lie to Me" Video
4. "You'll Never Be Alone" Video

- Remix videos

1. "Not That Kind" [Hex Héctor Radio Edit]
2. "I'm Outta Love" [Kerri Chandler Mix]

- Especiales:

- Biografía
- Galería fotográfica
- Who is Anastacia?

## Posiciones
| Posición en (2002) | Posición |
| ------------------ | -------- |
| Austria            | 1        |
| Finland            | 1        |

- Datos: Q843974